# Anspachgalerij
De  Anspachgalerij of Anspachcentrum (Frans: Galerie Anspach) is een winkelcentrum in de Belgische stad Brussel. Het gebouw omvat nagenoeg het volledige bouwblok tussen de Anspachlaan, de Bisschopssraat, de Kleerkopersstraat en de Grétrystraat. In zijn huidige vorm omvat het een winkelgalerij tussen de Anspachlaan en het Muntplein, met daarnaast ook een hotel, appartementen, en het casino van Brussel.

## Geschiedenis
In 1898 werd hier winkelcentrum Galeries et Grand Bazar du Boulevard Anspach geopend, op de locatie van het vroegere Hôtel de Suède. In de volgende decennia werd het complex voortdurend uitgebreid door omliggende gebouwen te incorporeren dan wel te slopen. Architecten voor deze uitbreidingen waren onder meer Victor Horta (1913) en Michel Polak (1926-1927 en 1934-1935). 
In 1935 werd de naam van het gebouw gewijzigd in Galeries Anspach. 
Eind jaren zestig werd een loopbrug gemaakt naar het nieuwe Administratief Centrum van de stad Brussel (Muntcentrum). 
In 1983 ging het winkelcentrum failliet en kocht het stadsbestuur het gebouw op. Het werd heropend als Anspach Center en bood op de gelijkvloerse verdieping plaats aan vele winkeltjes. De grote leegstand en de staat van het gebouw wogen echter op de gemeentelijke financiën. In 2002 gaf het stadsbestuur het geheel in erfpacht aan de vastgoedgroep AG Real Estate om deze locatie te vernieuwen en er een casino in te richten. Het complex werd volledig gesloopt, evenwel met behoud van de gevels ("Façadisme"). Het nieuwe complex opende in september 2009.

## Fotogalerij

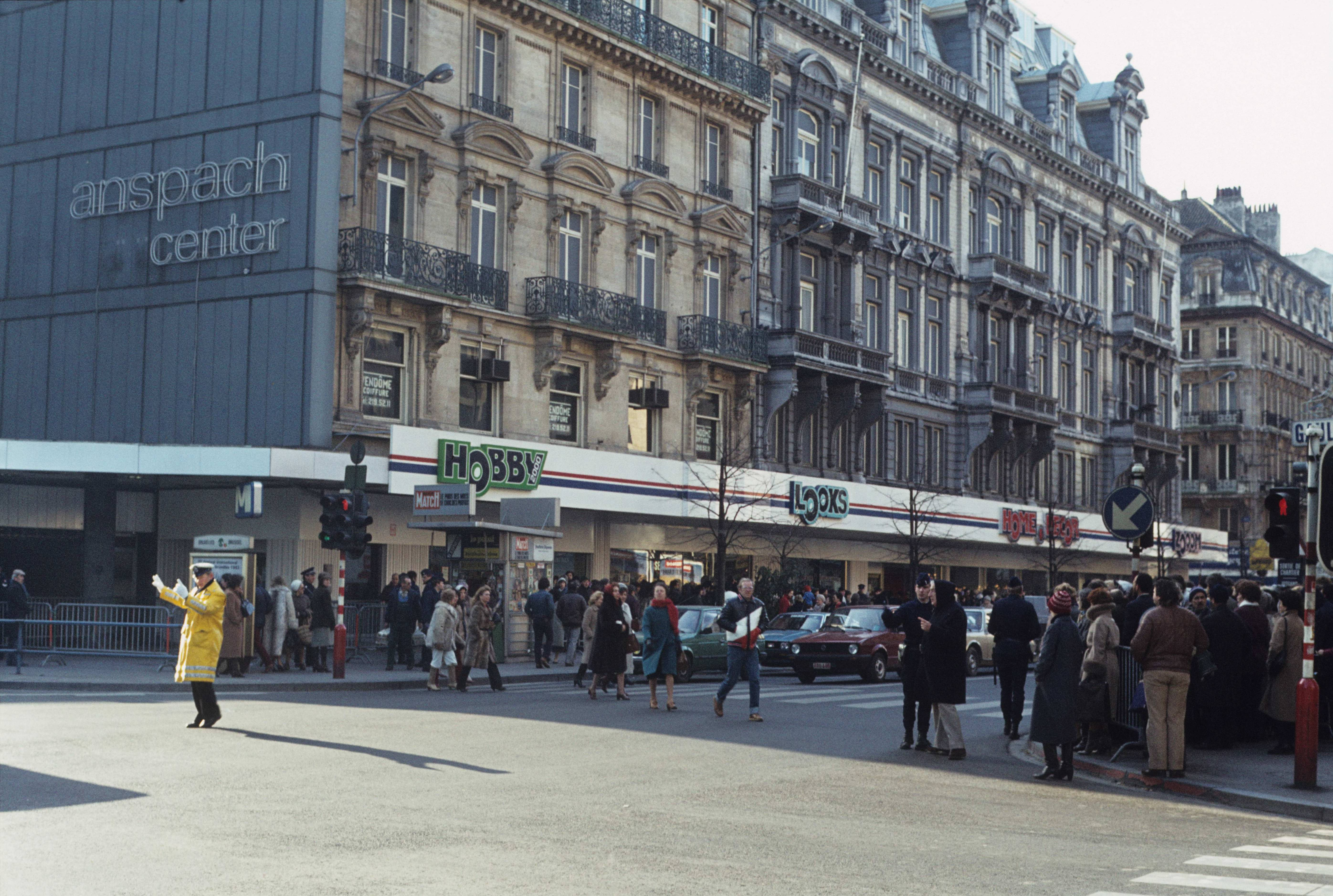
Anspach Center in 1983
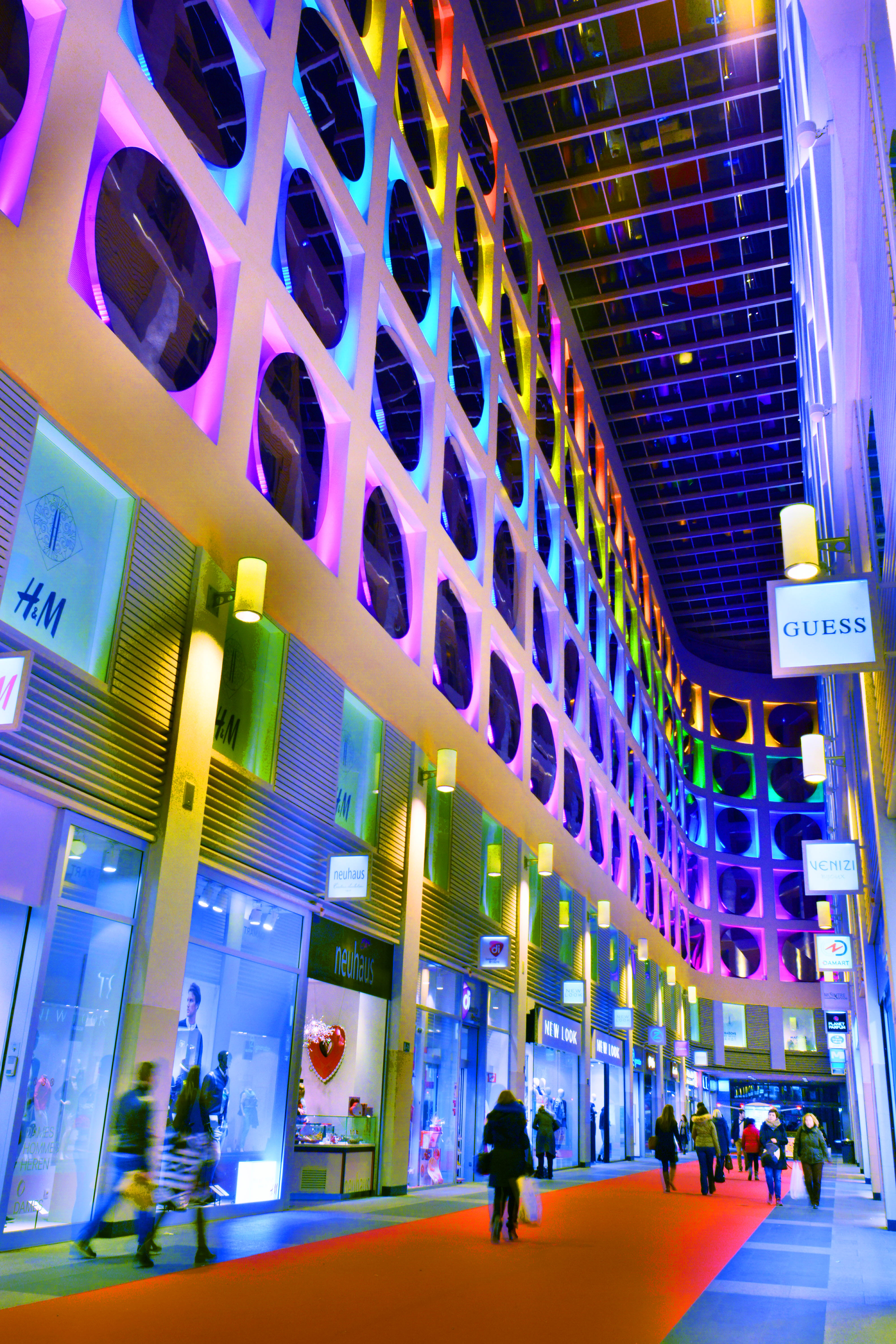
Binnenzicht in 2015
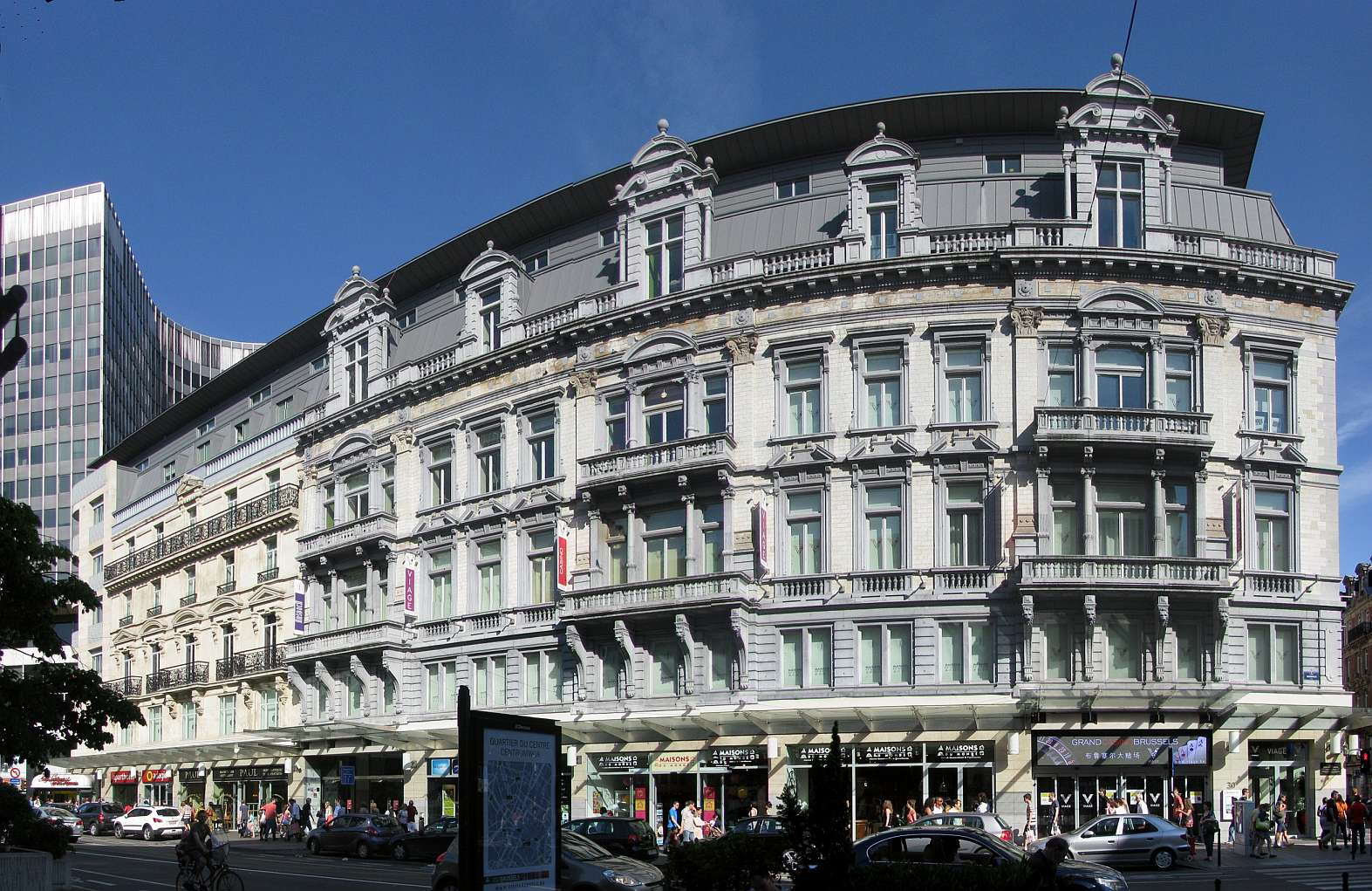
Gevels aan de Anspachlaan in 2012 na de renovatie
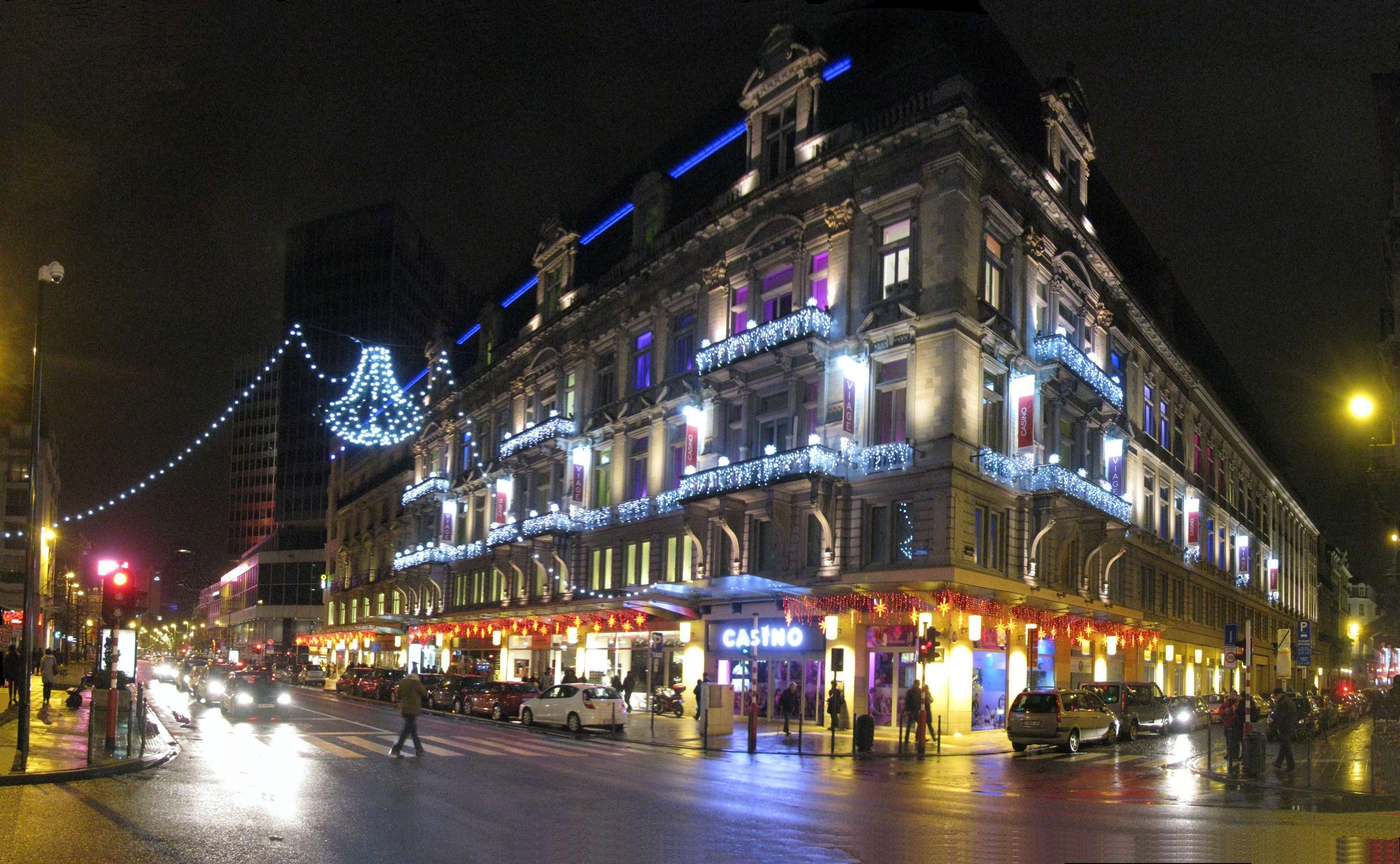
Kerstverlichting in 2012